# System ekspertowy
System ekspertowy (również system ekspercki) – pojęcie z zakresu sztucznej inteligencji, oznacza system komputerowy, który emuluje proces podejmowania decyzji przez człowieka-eksperta.
Systemy ekspertowe rozwiązują złożone problemy na podstawie analizy bazy wiedzy, a nie realizacji prostego algorytmu, jak to ma miejsce w przypadku programów tradycyjnych.
Systemy ekspertowe składają się z co najmniej dwóch elementów:
- silnik inferencyjny (Inference engine(inne języki))
- bazy danych, na podstawie analizy której udzielane są odpowiedzi[6].

## System ekspertowy według Feigenbauma
System ekspertowy to inteligentny program komputerowy wykorzystujący wiedzę i procedury wnioskowania do rozwiązywania problemów na tyle trudnych, że do ich rozwiązania potrzebna jest pomoc eksperta.

## Przykładowe obszary zastosowań systemów ekspertowych
- diagnozowanie chorób
- poszukiwanie złóż minerałów
- identyfikacja struktur molekularnych
- udzielanie porad prawnych
- diagnoza problemu (np. nieprawidłowego działania urządzenia)
- dokonywanie wycen i kalkulacji kosztów naprawy pojazdów przez zakłady ubezpieczeniowe
- prognozowanie pogody
- sterowanie robotami, automatycznymi pojazdami, rakietami czy statkami kosmicznymi
- analiza notowań giełdowych

## Znane systemy ekspertowe
- Dendral
- Prospector
- Mycin
- XCON
- CRYSALIS
- MACSYMA
- REACTOR
- CAMES

## Szkielety systemów ekspertowych
Klasycznym językiem używanym przy tworzeniu systemów eksperckich jest Prolog. Obecnie zamiast tworzyć je od podstaw, używa się gotowych szkieletów systemów ekspertowych (ang. expert system shell). Szkielet taki to właściwie gotowy system ekspertowy pozbawiony wiedzy.
Najpopularniejsze, dostępne bezpłatnie szkielety systemów ekspertowych:
- CLIPS
- JESS
- MANDARAX
- DROOLS

Równie popularny, płatny szkielet systemu ekspertowego:
- SPHINX
- EXSYS

## Budowa systemu ekspertowego
Składniki systemu ekspertowego to:
- szkielet systemu składający się z:
  - interfejsu użytkownika – który umożliwia zadawanie pytań, udzielanie informacji systemowi oraz odbieranie od systemu odpowiedzi i wyjaśnień,
  - edytora bazy wiedzy – który pozwala na modyfikację wiedzy zawartej w systemie, umożliwiając tym samym jego rozbudowę,
  - mechanizmu wnioskowania – który jest głównym składnikiem systemu ekspertowego wykonującym cały proces rozumowania w trakcie rozwiązywania problemu postawionego przez użytkownika,
  - mechanizmu wyjaśniającego – jednego z elementów interfejsu pomiędzy systemem a użytkownikiem, który umożliwia użytkownikowi uzyskanie odpowiedzi dlaczego system udzielił takiej, a nie innej odpowiedzi, albo dlaczego system zadał użytkownikowi określone pytanie;
- baza wiedzy – jest to deklaratywna postać wiedzy ekspertów z danej dziedziny zapisana za pomocą wybranego sposobu reprezentacji wiedzy, najczęściej reguł lub ram;
- baza danych zmiennych – która jest pamięcią roboczą przechowującą pewne fakty wprowadzone w trakcie dialogu z użytkownikiem; baza ta umożliwia odtworzenie sposobu wnioskowania systemu i przedstawienie go użytkownikowi za pomocą mechanizmu wyjaśniającego.

Ekstrakcją wiedzy od ekspertów zajmują się na ogół inżynierowie wiedzy. Jest to zwykle długi i żmudny proces, ponieważ wiedza stosowana przez ekspertów ma charakter intuicyjno-praktyczny, często trudny do zwerbalizowania.